# IS Open de Tenis
L'IS Open de Tenis è stato un torneo di tennis che si è disputato a San Paolo in Brasile dal 2012 al 2015. L'evento faceva parte dell'ATP Challenger Tour e si disputava su campi in cemento.

## Albo d'oro

### Singolare
| Anno | Campione        | Finalista        | Punteggio     |
| ---- | --------------- | ---------------- | ------------- |
| 2012 | Blaž Kavčič     | Júlio Silva      | 6–3, 7–5      |
| 2013 | Paul Capdeville | Renzo Olivo      | 6–2, 6–2      |
| 2014 | Non disputato   | Non disputato    | Non disputato |
| 2015 | Carlos Berlocq  | Kimmer Coppejans | 6–3, 6–1      |

### Doppio
| Anno | Campioni                      | Finalisti                             | Punteggio        |
| ---- | ----------------------------- | ------------------------------------- | ---------------- |
| 2012 | Paul Capdeville Marcel Felder | André Ghem João Pedro Sorgi           | 7–5, 6–3         |
| 2013 | Marcelo Demoliner João Souza  | James Cerretani Pierre-Hugues Herbert | 6–4, 3–6, [10–6] |